# Барбара Тудек
Барбара Тудек (1952 – 1. март 2019) је била пољски биолог и обављала је функцију председника пољске секције Европског друштва за еколошку мутагенезу и геномику (EEMGS). Тудек је 2019. године била добитник награде Фритс Собелс.

## Младост и образовање
Барбара Тудек је рођена 1952. године. Дана 27. априла 1983. године докторирала је на Медицинском универзитету у Варшави дисертацијом Badania właściwości mutagennych ropy naftowej i rozpuszczalników stosowanych w przemyśle petrochemicznym jako ocena zagrożenia środowiska naturalnego człowieka ("Испитивања мутагених својстава сирове нафте и растварача који се користе у петрохемијској индустрији ради процене опасности по животну средину људи“). Након тога, придружила се Лудвиг институту за истраживање рака у Торонту, у Канади, где је стекла постдокторску диплому 5. јуна 2001. године на основу дисертације под називом „Оксидација и алкилација ДНК база - улога примарног и секундарног оштећења у репликацији и мутагенези“. Након тога, отишла је у Институт Густав Руси у Вилжифу, у Француској.

## Каријера
8. јуна 2006. године добила је академско звање професора биолошких наука. Радила је као редовни професор на Институту за генетику и биотехнологију на Биолошком факултету Универзитета у Варшави и на Институту за биохемију и биофизику Пољске академије наука. Била је активна чланица EEMGS-а скоро четири деценије и обављала је функцију председнице пољске секције EEMGS-а у периоду 2002–2012.
Тудек је преминула 1. марта 2019.

## Одабрана дела
- 2000: Фапијаденин је умерено ефикасан терминатор ланца за прокариотске ДНК полимеразе[3]
- 2005: Инхибиција гликозилазе за поправку ДНК помоћу базних аналога и триптофан пиролизата, Trp-P-1[3]
- 2006: Хемијски сензори и биосензори у контроли генетски модификоване хране. Хемијски сензори и биосензори за контролу ГМ хране[3]
- 2006: Модулација поправке оксидативног оштећења ДНК исхраном, упалом и неопластичном трансформацијом[3]
- 2009: Утицај изложености хранљивим материјама у раном животу на поправку и метилацију ДНК у можданом ткиву младих прасади[3]
- 2009: Протеин групе Б Кокејновог синдрома је укључен у обраду ДНК адукта производа липидне пероксидације транс-4-хидрокси-ноненала[3]
- 2014: Оксидација цинковог прста ДНК гликозилазе Fpg/Nei помоћу 2-тиоксантина: биохемијска и рендгенска структурна карактеризација[3]
- 2016: Липидна пероксидација у условима оштећења ДНК, поправке ДНК и других ћелијских процеса[3]

## Награде и почасти
- 2019, награда Фритс Собелс[2]